# Marco Vélez
Marco Vélez  est un footballeur international portoricain, né le 26 juin 1980 à Carolina (Porto Rico). Il évolue au poste de défenseur.
Depuis 2017, il est entraineur par intérim du Puerto Rico FC en NASL.

## Palmarès
- Vainqueur de la coupe d'USSF D2 Pro League en 2010